# Sabine Ginther
Sabine Ginther, avstrijska alpska smučarka, * 3. februar 1970, Ehenbichl.
Nikoli ni nastopila na olimpijskih igrah, na svetovnih prvenstvih je bila v edinem nastopu leta 1991 šesta v smuku. V svetovnem pokalu je tekmovala pet sezon med letoma 1988 in 1993 ter dosegla šest zmag in še sedem uvrstitev na stopničke. V skupnem seštevku svetovnega pokala se je najvišje uvrstila na drugo mesto leta 1991. V letih 1991 in 1992 je osvojila kombinacijski mali kristalni globus, leta 1991 je bila tudi druga v smukaškem seštevku.